# دهستان قاضی
دهستان قاضی یکی از دهستان‌های بخش سملقان شهرستان سملقان در استان خراسان شمالی ایران است. مرکز این دهستان، شهر قاضی است.
نام پیشین این دهستان، سملقان بوده و به قاضی تغییرنام پیدا کرد.

## جمعیت
بر پایه سرشماری عمومی نفوس و مسکن در سال ۱۳۹۵، جمعیت دهستان قاضی برابر با ۷٬۱۶۹ نفر بوده‌است.